# B3 Biennale des bewegten Bildes 2020
Die B3 Biennale des bewegten Bildes fand 2020 mit dem Thema "Truths" coronabedingt vom 9. bis zum 18. Oktober 2020 als hybrides Format statt. Kooperationspartner in diesem Jahr waren die Frankfurter Buchmesse und THE ARTS+. Die Eröffnungsgala wurde am 09.20.2020 in der Astor Filmlounge abgehalten. Das Film-, Kunst-, Games-, VR/AR/MR- und Konferenzprogramm war in diesem Jahr online verfügbar.

## B3 BEN Award
Der BEN Award wurde am 9. Oktober 2020 im Rahmen der Frankfurter Buchmesse in der Astor Filmlounge in Frankfurt am Main ausgelobt. Der Hauptpreis "Most Influential Artist" wurde an Willem Dafoe verliehen. Die Preisverleihung war über einen Livestream für ein breiteres Publikum zugänglich.
| Kategorie                                      | Künstler         | Titel                     | Land                   | Jahr        |
| ---------------------------------------------- | ---------------- | ------------------------- | ---------------------- | ----------- |
| B3 BEN Award Most Influential Artist           | Willem Dafoe     | Willem Dafoe              | USA                    | USA         |
| B3 BEN Award Most Important Artist             | Anne Imhof       | Anne Imhof                | Deutschland            | Deutschland |
| B3 BEN Award Best Emerging Talent              | Alessa Fanzoi    | Rat’s Nest                | Schweiz                | 2020        |
| B3 BEN Award Best Short Film                   | Agata Puszcz     | Home Sweet Home           | Polen                  | 2019        |
| B3 BEN Award Best VR/AR/MR Experience          | Evelyn Hriberšek | Eurydike                  | Deutschland, Slowenien | 2017        |
| B3 Rotraut Pape Inspiration Award              | Veruschka Bohn   | Code Act / Taiwan Version | Deutschland, Taiwan    | 2020        |
| B3 Ben Award Best Immersive and Time Based Art | Jasmina Cibic    | The Gift                  | Slowenien              | 2019        |
| B3 BEN Award Best Feature Film                 | Gavin Rothery    | Archive                   | UK, Ungarn, USA        | 2020        |
| B3 BEN Award Best Documentary                  | Arthur Jones     | Feels Good Man            | USA                    | 2020        |

## Filmprogramm 2020
Die Filme konnten virtuell in der B3 Online Library gesehen werden. Ausgewählte Filme konnten auch in Einzelfilmvorführungen in der Astor Film Lounge in Frankfurt besucht werden.

### Langfilmprogramm
| Titel                                     | Regisseur                                     | Land                            | Jahr |
| ----------------------------------------- | --------------------------------------------- | ------------------------------- | ---- |
| A Bigger Splash – New 4K Restoration      | Jack Hazan                                    | UK                              | 1974 |
| A common crime                            | Francisco Márquez                             | Argentinien, Schweiz, Brasilien | 2020 |
| Agnes Joy                                 | Silja Hauksdóttir                             | Island                          | 2019 |
| Amina                                     | Kıvılcım Akay                                 | Türkei                          | 2019 |
| Anatomy Lesson                            | Gabriela Federowicz                           | Polen                           | 2020 |
| ANNE AT 13,000 FT                         | Kazik Radwanski                               | Kanada, USA                     | 2019 |
| Archive                                   | Gavin Rothery                                 | UK, Ungarn, USA                 | 2020 |
| Ash                                       | Andrew Huculiak                               | Kanada                          | 2019 |
| Banksy Most Wanted                        | Aurélia Rouvier                               | Frankreich                      | 2020 |
| Baumbacher Syndrome                       | Gregory Kirchhoff                             | Deutschland                     | 2019 |
| Big Boys Don’t Cry                        | Steve Crowhurst                               | UK                              | 2020 |
| Brothers                                  | Ömür Atay                                     | Türkei, Deutschland, Bulgarien  | 2018 |
| Call of Comfort                           | Brenda Lien                                   | Deutschland                     | 2018 |
| Chinese Portrait                          | Xiaoshuai Wang                                | Hong Kong                       | 2018 |
| Curse of Hobbes House                     | Juliane Block                                 | UK                              | 2020 |
| Detention                                 | John Hsu                                      | Taiwan                          | 2019 |
| Dinner in America                         | Adam Carter Rehmeier                          | USA                             | 2020 |
| Far Frontiers                             | Maxim Dashkin                                 | Russland                        | 2020 |
| Feels Good man                            | Arthur Jones                                  | USA                             | 2020 |
| Goddess of the Fireflies                  | Anaïs Barbeau-Lavalette                       | Kanada                          | 2020 |
| Green Blood                               | Arthur Bouvart, Jules Giraudat, Alexis Marant | Frankreich                      | 2020 |
| Guest of Honour                           | Atom Egoyan                                   | Kanada                          | 2019 |
| Home Sweet Home                           | Agata Puszcz                                  | Polen                           | 2019 |
| Lost Lotus                                | Shu Liu                                       | Hong Kong, Niederlande          | 2020 |
| Mananita                                  | Paul Soriano                                  | Philippinen                     | 2019 |
| My heart can’t beat unless you tell it to | Jonathan Cuartas                              | USA                             | 2020 |
| Nadia, Butterfly                          | Pascal Plante                                 | Kanada                          | 2020 |
| Namo                                      | Nader Saeivar                                 | Iran                            | 2020 |
| New Beginnings                            | Tanno Mee                                     | Estland                         | 2019 |
| Nocturna                                  | Gonzalo Calzada                               | Argentinien                     | 2020 |
| Nothing is Lost                           | Kalina Alabrudzinska                          | Polen                           | 2019 |
| On Vodka, Beers and Regrets               | Irene Villamor                                | Philippinen                     | 2020 |
| Orpheus                                   | Priit Tender                                  | Estland                         | 2019 |
| Paper Spider                              | Inon Shampanier                               | USA                             | 2020 |
| Poppie Nongena                            | Christiaan Olwagen                            | Südafrika                       | 2019 |
| Promise of Pisa                           | Norbert ter Hall                              | Niederlande                     | 2019 |
| Scandinavian Silence                      | Martti Helde                                  | Estland                         | 2019 |
| Sister                                    | Svetla Tsotsorkova                            | Bulgarien                       | 2019 |
| Some Kind of Heaven                       | Lance Oppenheim                               | USA                             | 2020 |
| Thanks for everything                     | Louise Archambault                            | Kanada                          | 2019 |
| The Fight                                 | Elyse Steinberg, Josh Kriegman, Eli Despres   | USA                             | 2020 |
| The Surrogate                             | Jeremy Hersh                                  | USA                             | 2020 |
| UnTrue                                    | Sigrid Andrea P. Bernardo                     | Philippinen                     | 2019 |
| Vilom                                     | Sunder Pal                                    | Indien                          | 2019 |
| White Riot                                | Rubika Shah                                   | UK                              | 2019 |
| The Deathless Woman                       | Roz Mortimer                                  | UK                              | 2019 |

### Kurzfilmprogramm
| Titel                               | Regisseur                      | Jahr |
| ----------------------------------- | ------------------------------ | ---- |
| 73rd Communique of the CPSUZOeD     | Johannes Grenzfurthner         | 2020 |
| BLACK TO TECHNO                     | Jenn Nkiru                     | 2019 |
| Civil Rites                         | Andrea Luka Zimmerman          | 2017 |
| E-Z Kryptobuild                     | Alice Bucknell                 | 2020 |
| House of Women                      | Michelle Williams Gamaker      | 2017 |
| Illuminating the Wilderness         | Project Art Works              | 2019 |
| In my Room                          | Hannah Quinlan, Rosie Hastings | 2019 |
| In Vitro                            | Larissa Sansour                | 2019 |
| Rat's Nest - an animated short film | Alessa Fanzoi                  | 2020 |
| Silo Solos - Black TV               | Aldo Tambellini                | 1968 |

### VR- und Videokunstprogramm
| Titel                                                          | Künstler                            | Jahr | Medium             |
| -------------------------------------------------------------- | ----------------------------------- | ---- | ------------------ |
| American Fables                                                | Federico Solmi                      | 2020 | Video Art          |
| Body Sound Performance                                         | Kerstin Cmelka, Mario Mentrup       | 2020 | Performance        |
| Cairo Stories                                                  | Judith Barry                        | 2015 | Video Installation |
| Code - Act / Taiwan Version                                    | V3 & Humatic                        | 2020 | Performance        |
| Continuous War Train                                           | Ken Rinaldo                         | 2019 | Video Art          |
| Dok.urban - Freundschaft ist vor allem ein Gefühl              | Kafaa Abu Roumiya Alsadi            | 2020 | Documentary        |
| Dok.urban - Human Zoo                                          | Ernesto Mayz                        | 2020 | Video Art          |
| Dok.urban - Mound 50°32                                        | Sibel Chalkias, Theresia Plate      | 2020 | Video Art          |
| Dok.urban - Wildnis                                            | Laura Genenz                        | 2020 | Video Art          |
| Dok.urban project                                              | Igor Karim & Raul Gschrey           | 2020 | Video Art          |
| Eurydike                                                       | Evelyn Hriberšek                    | 2017 | VR                 |
| Faust                                                          | Anne Imhof                          | 2017 | Concert            |
| Hallucinations                                                 | Suki Chan                           | 2020 | Video Art          |
| INSIDE                                                         | Rebecca Allen                       | 2016 | VR                 |
| Life Without Matter                                            | Rebecca Allen                       | 2018 | VR                 |
| Maalbeek                                                       | Ismaël Joffrey Chaundoutis          | 2020 | Experimental Video |
| Madame Charlotte                                               | Jasmine Jacot-Descombes             | 2020 | Video Art          |
| Memory                                                         | Suki Chan                           | 2019 | Video Art          |
| Musique Non Stop                                               | Rebecca Allen                       | 1986 | Video Art          |
| Order of Magnitude                                             | Ben Grosser                         | 2020 | Video Art          |
| Patent Nr. 314805                                              | Mika Taanila                        | 2020 | Video Art          |
| Pics or it didn't happen                                       | Guido Segni                         | 2014 | Video Art          |
| PULL                                                           | Bill Seaman                         | 2020 | Video Art          |
| room passages / memories of motioning - The Topologies of Blue | Bill Seaman                         | 2019 | Video Art          |
| Ruptures                                                       | Noorafshan Mirza, Brad Butler       | 2019 | Video Art          |
| SEX                                                            | Anne Imhof                          | 2019 | Concert            |
| Silo Solos                                                     | Goldring-Piene Art Farm             | 2020 | Performance        |
| Silo Solos - 8ight Circles                                     | Ellen Sebring                       | 2020 | Performance        |
| Silo Solos - Collages                                          | Jessica Spira-Goldring              | 2020 | Performance        |
| Silo Solos - Corona Journals                                   | Elizabeth Goldring, David Whiteside | 2020 | Performance        |
| Silo Solos - Red Breath                                        | Seth Riskin                         | 2020 | Performance        |
| Social Video - 1 WG, 37 Menschen, 1 Lockdown                   | Len Hirsbrunner                     | 2020 | Video Art          |
| Social Video - Baqua                                           | Ayan Paska                          | 2020 | Video Art          |
| Social Video - Isolation around the World                      | Elay Leuthold                       | 2020 | Video Art          |
| Social Video - Seeds                                           | Yonca Ergen                         | 2020 | Video Art          |
| Space Dive                                                     | Giovanni Fantoni Modena             | 2020 | VR                 |
| Special Appearance                                             | Morgan Sorne                        | 2020 | Performance        |
| Swatted                                                        | Ismaël Joffrey Chaundoutis          | 2018 | Video Art          |
| Teeth                                                          | Jennifer Martin                     | 2019 | Video Art          |
| The Big (Deeo) Sleep                                           | Johannes DeYoung                    | 2020 | Video Art          |
| The Middle Finger Response                                     | Guido Sengi                         | 2013 | Video Art          |
| The Observer                                                   | Rebecca Allen                       | 2019 | Video Art          |
| The Pleasure of Expense                                        | Jasmina Cibic                       | 2019 | Video Art          |
| The Tangle of Mind and Matter                                  | Rebecca Allen                       | 2017 | Video Art & VR     |
| Wandering Within the Sea of Fog                                | Johannes DeYoung                    | 2020 | Video Art          |
| Word Artist                                                    | Kyla Jenée Lacey                    | 2020 | Writings           |
| Work less, work all – We are the 99% on Fiverr.com             | Guido Segni                         | 2015 | Video Performance  |